# Bach József
Bach József (Óbuda, 1784 – Pest, 1866. február 3.) rabbi, bölcsész.

## Élete
Felsőfokú tanulmányait Prágában végezte, ahol az ottani zsidó tudósok vezetése mellett 12 évig tanult. A bölcseleti tanulmányok bevégezte után a polytechnikumra ment és a felsőbb matematika mestere lett. Hazájába visszatérvén, a szülővárosában 1817-ben alapított német-zsidó iskolában a német és héber nyelv és a bibliai egzegézis tanára volt. Miután vagyonát elvesztette, az óbudai hitközség tanügyi vezetője lett és általában sokat foglalkozott népoktatással. 1827-ben a Pesten alakult zsidó hitközség meghívta lelkészül, s ezen hivatalát az 1850-es évek végeig viselte, amikor is nyugalomba vonult és az arany érdemkereszt tulajdonosa lett. Számos hitszónoklata nyomtatásban is megjelent.
A haladó irány híve volt és ő volt az első, aki szakított az addig dívott jiddis prédikálással és német nyelvű hitszónoklatokat tartott a templomban modern formákban. Emellett éleseszű tudós is volt, aki gyermekkora óta állandóan foglalkozott a talmudtudományokkal és megtanulta az európai nyelveket is.
Életrajzát fia adta ki és Kayserling látta el bevezetéssel, de a Reich-féle «Bész-Él»-ben is megjelent (l. k.). Egy szónoklatkötete Pesten jelent meg 1827. «Homtletische Erstlinge» címen.

## Munkái
- Freudengefühle beim Ehe-Jubiläum des Moses Ráth und der Rebecca Ráth. Miskolcz, 1817.
- Homoletische Erstlinge. Pesth, 1827.